# Neaetha maxima
Neaetha maxima é uma espécie de aranha da família Salticidae do gênero Neaetha que é natural da Nigéria. A espécie foi descrita pela primeira vez em 2011.